# Olfert Molenhuis

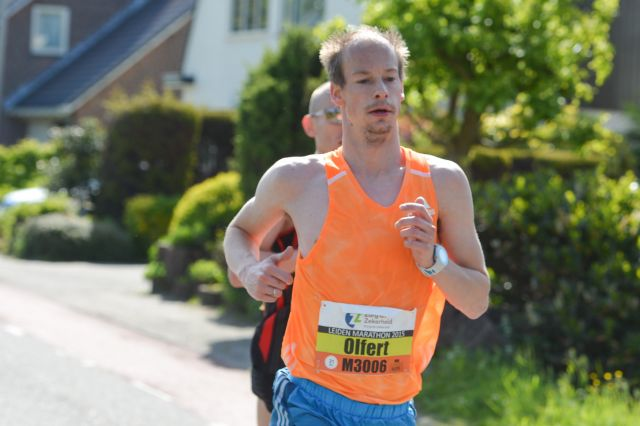
Molenhuis op weg naar een derde plaats tijdens NK Halve Marathon in Leiden.

Olfert Molenhuis (Assen, 28 september 1983) is een voormalige Nederlandse atleet, die zich had toegelegd op de middellange en lange afstanden. Hij werd Nederlands kampioen 10.000 m, veroverde twaalf medailles bij de Nederlandse kampioenschappen, waarvan zes bij het langeafstandslopen, vijf op het onderdeel 3000 m steeple en een indoormedaille op de 3000 m. Hij nam eenmaal deel aan de Europese kampioenschappen op de marathon. Hij is lid van Groningen Atletiek.

## Loopbaan
Molenhuis was eerst een 800- en 1500 m-specialist, maar zijn tijden bleven te ver onder de nationale top liggen (1.54,85/ 3.54,06). Omdat hij goed met ritmewisselingen kon omgaan en over een gedegen hordentechniek beschikte, besloot de Drent zich te specialiseren in de 3000 m steeple. De switch was succesvol, met vijf medailles op de Nederlandse kampioenschappen in het Olympisch Stadion. Maar altijd eindigde er iemand boven hem. Molenhuis wist de negen minuten-grens maar niet te doorbreken en besloot daarom opnieuw om het roer om te gooien. Vanaf 2011 ging de Assenaar zich richten op de lange afstanden, eerst de halve marathon en later de marathon. Een groot deel van zijn training vond plaats in de Verenigde Staten (Fresno).
In het voorjaar van 2011 maakte hij zijn debuut op de marathon van Utrecht. Na een spannend gevecht met Michel Butter werd hij nipt tweede (2:18.21) in de domstad, waarna het op zijn weg leek te liggen om zich te kwalificeren voor een internationaal toernooi in de komende jaren.
In Rotterdam wist Molenhuis zich te kwalificeren voor de Europese kampioenschappen in Zürich, waarna de Drent de nationale titel pakte op de 10.000 m. In een rechtstreeks gevecht, dat uitmondde in een sprintduel, versloeg hij Patrick Stitzinger. Korte tijd later, op de EK in Zwitserland, zette Molenhuis een goede prestatie neer door op het loodzware parcours als 36e te eindigen. Na jaren trainen had hij zich opgewerkt van een 800 meterloper naar een verdienstelijk marathonloper.
Op 12 oktober 2014 tijdens de 4 Mijl van Groningen verdedigde Olfert Molenhuis voor het laatst de kleuren van zijn Team 4 Mijl en stopte met atletiek op nationaal niveau.

## Nederlandse kampioenschappen
| Onderdeel | Jaar |
| --------- | ---- |
| 10.000 m  | 2014 |

## Persoonlijke records
Baan
| Onderdeel | Prestatie | Datum        | Plaats    |
| --------- | --------- | ------------ | --------- |
| 800 m     | 1.54,85   | 25 mei 2005  | Groningen |
| 1500 m    | 3.54,06   | 13 mei 2006  | Hoorn     |
| 3000 m    | 8.25,13   | 13 mei 2010  | Vught     |
| 5000 m    | 14.13,99  | 13 juli 2013 | Heusden   |
| 10.000 m  | 30.08,23  | 27 juli 2014 | Amsterdam |

Weg
| Onderdeel      | Prestatie | Datum            | Plaats    |
| -------------- | --------- | ---------------- | --------- |
| 10 km          | 30.33     | 19 april 2015    | Hilversum |
| 15 km          | 46.40,0   | 17 november 2013 | Nijmegen  |
| halve marathon | 1:04.54   | 27 maart 2011    | Venlo     |
| marathon       | 2:16.20   | 16 oktober 2011  | Amsterdam |

## Palmares

### 3000 m
- 2006:  NK indoor - 8.49,25
- 2010:  Harry Schulting Games in Vught - 8.25,13

### 5000 m
- 2010:  Tartletos Loopgala - 14.35,72
- 2011:  Tartletos Loopgala - 14.32,16
- 2013:  KBC Nacht van de Atletiek - 14.13,99

### 10.000 m
- 2010:  NK in Helmond - 30.26,84
- 2013: 4e NK in Amsterdam - 30.24,41
- 2014:  NK in Amsterdam - 30.08,23

### 3000 m steeple
- 2006:  NK - 9.02,84
- 2008:  NK - 9.12,36
- 2009:  NK - 9.15,67
- 2010:  NK - 9.11,80
- 2011:  NK - 9.07,93

### 8 km
- 2017: 14e Acht van Apeldoorn - 24.52

### 10 km
- 2005:  Zuidlaardermarktloop - 31.13
- 2006:  Singelloop in Hollandscheveld - 32.17
- 2007:  Singelloop in Hollandscheveld - 32.17
- 2008: 17e NK in Schoorl - 31.06
- 2008:  Singelloop in Hollandscheveld - 32.37
- 2008:  Bikkelloop in Zuidwolde - 31.38
- 2009:  Zuidlaardermarktloop - 31.26
- 2011: 8e NK in Tilburg - 30.43
- 2011:  Parnassia Laan van Meerdervoortloop - 31.54
- 2012:  Parnassia Laan van Meerdervoortloop - 31.43
- 2012: 9e NK in Utrecht - 30.55
- 2013:  Grachtenloop in Coevorden - 31.04
- 2013: 5e Parnassia Laan van Meerdervoortloop - 35.35
- 2013: 6e NK in Utrecht - 30.44
- 2014:  Vrieling Hardenberg City Run - 31.24
- 2014:  Zuidlaardermarktloop - 32.21
- 2015: 18e NK in Schoorl - 30.47
- 2015:  Vrieling Hardenberg City Run - 31.21
- 2015:  Loopfestijn Voorthuizen - 32.04
- 2015:  Zuidlaardermarktloop - 32.55
- 2016: 15e Stadsloop Appingedam - 31.55

### 15 km
- 2012: 25e Zevenheuvelenloop - 47.20,4
- 2013: 14e Zevenheuvelenloop - 46.39,3

### 20 km
- 2012:  Sneek-Bolsward-Sneek - 1:05.22
- 2012: 9e 20 van Alphen - 1:02.31
- 2013: 4e 20 van Alphen - 1:02.48
- 2016:  Sneek-Bolsward-Sneek - 1:07.16
- 2017: 12e 20 van Alphen - 1:07.29

### halve marathon
- 2009: 4e NK in Den Haag (24e overall)
- 2009:  halve marathon van Dordrecht - 1:09.39
- 2010: 6e NK in Breda - 1:09.23 (11e overall)
- 2012: 5e NK in Venlo - 1:07.17 (19e overall)
- 2013:  NK in Venlo - 1:05.18 (8e overall)
- 2014: 17e halve marathon van Egmond - 1:06.02
- 2014: 7e NK in Den Haag - 1:07.24 (26e overall)
- 2015:  NK in Leiden - 1:07.27 (3e overall)
- 2017: 26e halve marathon van Egmond - 1:09.44
- 2017: 12e halve marathon van Zwolle - 1:10.20
- 2018: 12e NK te Venlo - 1:10.41 (36e overall)

### 30 km
- 2014:  Groet uit Schoorl Run - 1:37.08
- 2017:  Groet uit Schoorl Run - 1:42.40

### marathon
- 2011:  marathon van Utrecht - 2:18.21
- 2011:  NK in Amsterdam - 2:16.20 (23e overall)
- 2012:  marathon van Utrecht - 2:19.53
- 2013: 22e marathon van Rotterdam - 2:22.19
- 2013:  NK in Eindhoven - 2:23.06 (22e overall)
- 2014: 16e marathon van Rotterdam - 2:17.49
- 2014: 36e EK in Zürich - 2:22.45
- 2016: 27e marathon van Berlijn - 2:19.00
- 2022: 25e marathon van Enschede - 2:30.50